# Zwaanridder
Het verhaal van de Zwaanridder is een middeleeuwse sage over een raadselachtige held die aankomt langs de rivier in een bootje, getrokken door een zwaan. Hij verdedigt met succes de eer van de hertogin van Brabant (soms ook de gravin van Kleve). Hij huwt met haar, maar hij verbiedt haar ooit te vragen naar zijn herkomst.

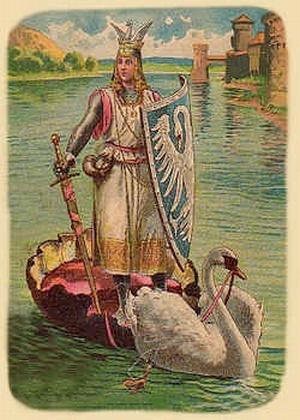
Lohengrin, de zwaanridder, op een postkaart van rond 1900.

Het bekendste verhaal is dat van Lohengrin, de zoon van de graalkoning Parsival. Richard Wagner bewerkte dit verhaal, dat gebaseerd is op een fragment uit het Parsival-epos van Wolfram von Eschenbach, tot een opera.
Koning Lodewijk II van Beieren bouwde in de 19e eeuw het slot Neuschwanstein met als centrale thema de Zwaanridder Lohengrin.
Verschillende Europese steden (Antwerpen, Kleef, Nijmegen, Boulogne-sur-Mer, Tongeren) menen dat het verhaal zich bij hen heeft afgespeeld.
In sommige verhalen noemt men de Zwaanridder Helias.
De Zwaanridder gold als stamvader van de hertogen van Brabant, van de heren van Arkel en van de hertogen van Kleef.
Godfried van Bouillon zou een kleinzoon zijn van de zwaanridder.

## In populaire cultuur
- In het Suske en Wiske-verhaal De briesende bruid wordt Tante Sidonia verliefd op de zwaanridder, maar vraagt zijn naam alvorens ze zullen huwen. Net als in de legende verlaat hij haar omdat niemand hem ooit naar zijn herkomst mag vragen.